# Модернизъм
 Тази статия е за периода в историята на културата.  За архитектурния стил вижте Модернистична архитектура.  
Модернизмът е философско движение, което, заедно с културните тенденции и промени, възниква от широкомащабни и дълбоки трансформации в западното общество в края 19-и и началото на 20-и век. Сред факторите, които оформят модернизма, са развитието на съвременните индустриални общества и бързият растеж на градовете, последвани от реакции на ужас от Първата световна война. Модернизмът отхвърля увереността в мисленето от епохата на Просвещението и много модернисти отхвърлят религиозността.
Модернизмът включва общо дейностите и творенията на онези, които усещат, че традиционните форми на изкуството, архитектурата, литературата, вярата, философията, социалната организация, всекидневните дейности и дори науките, са станали неподходящи за техните задачи и са остарели в новата икономическа, социална и политическа среда на нововъзникващия, напълно индустриализиран, свят. Призивът на поета Езра Паунд от 1934 г. „Направете го ново!“ е тласъкът на подхода на движението към остарялата култура на миналото. В този дух нововъведенията от модернизма, като романът на потока на съзнанието, атоналната (или пантоналната) и дванайсетнотната музика, дивизионната живопис и абстрактното изкуство, са имали предшественици през 19 век.
В началото на ХХ век Анри Матис и няколко други млади художници, включително предкубистите Жорж Брак, Андре Дерен, Раул Дюфи и Морис Вламенк, преобразяват света на изкуството в Париж с „диви“, многоцветни, изразителни пейзажи и фигури, които критиците наричат „фовизъм“. Втората версия на картината „Танц“ на Анри Матис бележи ключов момент в кариерата му и в развитието на модерната живопис.
Забележителна черта на модернизма е самосъзнанието и иронията към литературните и социалните традиции, които често водят до експерименти с форма, както и използването на техники, които привличат вниманието върху процесите и материалите, използвани за създаване на живопис, стихотворение, сграда. Модернизмът изрично отхвърля идеологията на реализма и използва произведенията от миналото чрез заемане на реплики, включване, пренаписване, обобщение, преоценка и пародия.
Някои коментатори определят модернизма като начин на мислене – една или повече философски определени черти, като самосъзнание или самоопределение, които се сблъскват с всички новости в изкуствата и дисциплините. По-често срещаните, особено на Запад, са тези, които го възприемат като социално прогресивна тенденция на мисълта, която потвърждава силата на човешките същества да създават, подобряват и преоформят своята среда с помощта на практически експерименти, научни знания или технологии. От тази гледна точка модернизмът насърчава преразглеждането на всеки ъгъл на съществуването, от търговията до философията, за да се намери това, което „забавя“ напредъка, и го заменя с нови начини за постигане на същата цел. Други разглеждат модернизма като естетическо самовглеждане. Това улеснява разглеждането на специфичните реакции на използването на технологиите през Първата световна война и антитехнологичните и нихилистични аспекти на произведенията на различни мислители и художници от Фридрих Ницше (1844 – 1900) до Самюел Бекет (1906 – 1989).
Докато според някои учени модернизмът продължава през ХХI век, други намират, че той се развива в късен модернизъм или висок модернизъм, заменен по-късно от постмодернизма.